# Weining
Der Autonome Kreis Weining der Yi, Hui und Miao (威宁彝族回族苗族自治县,  Wēiníng Yízú Huízú Miáozú zìzhìxiàn), kurz: Kreis Weining (威宁县,  Wēiníng xiàn), ist ein autonomer Kreis der Yi, Hui und Miao (Hmong) der Stadt Bijie in der chinesischen Provinz Guizhou. Die Fläche beträgt 6.300 Quadratkilometer und die Einwohnerzahl 1.291.800 (Stand: Ende 2018).

## Administrative Gliederung
Auf Gemeindeebene setzt sich der Kreis aus neunzehn Großgemeinden und sechzehn Gemeinden (davon eine Nationalitätengemeinde) zusammen. 